# Атила (име)
Атила (мађ. Attila), је мађарско мушко име са значењима: татица, татушка, вољени тата. Женски облик имена је Етелка (мађ. Etelka)

## Порекло
Могуће порекло, поред мађарског, су му турско и готско. Турско старо име за реку Волга је било Атил/Атал (Atyl/Atal), а друга верзија је старо турски израз аталик (atalyk) што се може превести као старији отац . Трећа, алтернативна, верзија, је готска верзија и има подлогу у изразу ате (atte), што значи: отац, а то је иначе и популарно име Ати (Ati), за младиће у мађарској и турској. Готи су такође, Атилу вођу Хуна, звали Етцел (Etzel).

## Имендани

### у Мађарској
- 7. јануар.
- 5. октобар.

## Варијације
-
-
-
- Атилио (Attilio), облик имена који се користи у Швајцарској

## Познате личности
- Атила хунски вођа -,
- Јожеф Атила - (мађ. József Attila), мађарски писац,
- Свети Атила - (мађ. Szent Attila), шпански светац († 919.).